# Gall nival del Caucas
El gall nival de Caucas (Tetraogallus caucasicus) és una espècie d'ocell de la família dels fasiànids (Phasianidae) que habita penya-segats rocallosos de la serralada del Caucas, en particular del Caucas occidental, on cria a altituds de 2000 a 4000 m en muntanyes pedregoses i nues. Fa el niu en un terreny nu i pon normalment de 5 a 6 ous verdosos, que només incuba la femella. El seu aliment és llavors i matèria vegetal. Forma petits estols quan no es reprodueix.

## Descripció
Aquest és un ocell de 50 a 60 cm de llarg. El plomatge està estampat amb gris, marró, blanc i negre, però sembla gris des de qualsevol distància. El pit és més fosc i els flancs més vermellosos que la resta del cos. Té la gola blanca i una taca blanca al costat del coll. El clatell és de color rovell.
En vol, aquest ocell cautelós mostra que les plomes de vol i part inferior de la cua blanques, i costats vermellosos a la cua. Els plomatges del mascle i la femella són similars, però el juvenil és lleugerament més petit i d'aspecte més apagat.
El gall nival del Caucas té un cant desolat i xiulant, vagament semblant al d'un torlit comú, «sooo-loo-leeee». Els crits inclouen com rialles fortes i un soroll «buc-buc-buc-buc-burrrrrr».